# Phoebe Nicholls
Phoebe Sarah Nicholls, född 7 april 1957 i London, är en brittisk skådespelare. Nicholls har bland annat medverkat i En förlorad värld (1981), Övertalning (1995), FairyTale: A True Story (1997) och Downton Abbey (2012–2014). Hon är mor till skådespelarna Tom och Matilda Sturridge.

## Filmografi i urval
- 1969 – När kvinnor älskar
- 1980 – Elefantmannen
- 1981 – En förlorad värld (TV-serie)
- 1982 – Missionären
- 1984 – Dödligt alibi
- 1987 – Maurice
- 1995 – Övertalning
- 1997 – The Ruth Rendell Mysteries (TV-serie)
- 1997 – FairyTale: A True Story
- 2002 – I'm Alan Partridge (TV-serie)
- 2003 – Morden i Midsomer (TV-serie)
- 2003 – I mördarens spår (TV-serie)
- 2003 – Foyle's War (TV-serie)
- 2006 – Spooks (TV-serie)
- 2007 – Kommissarie Lewis (TV-serie)
- 2012–2014 – Downton Abbey (TV-serie)
- 2016 – Doctor Thorne (TV-serie)
- 2017 – Unge kommissarie Morse (TV-serie)
- 2017 – Transformers: The Last Knight
- 2018 – Som en dans
- 2021 – En brittisk skandal (TV-serie)